# Opius fiebrigi
Opius fiebrigi är en stekelart som beskrevs av Fischer 1963. Opius fiebrigi ingår i släktet Opius och familjen bracksteklar. Inga underarter finns listade i Catalogue of Life.